# Francesc Sampere
Francesc Sampere (? - Barcelona, 12 d'abril de 1824) fou un mestre de capella de finals del segle xviii i principis del xix. Va exercir a la capella de música de la parròquia de Santa Maria del Pi i va opositar a Santa Eulàlia de Berga.

## Biografia
El primer document que fa referència a Francesc Sampere és el Calaix de sastre del baró de Maldà, en un fragment del 6 d'agost de 1782. Al document s'hi explica que en aquest dia es van començar les oposicions de mestre de capella de l'església parroquial de Santa Maria del Pi, a les que es van presentar set opositors. Un d'aquests, era Sampere i s'ha conservat una còpia del seu examen: Psalm a 12 Voçes del Licendo Franco StPera Para Las Oposisiones del Pi en lo Any 1782. El magisteri de l'església del Pi però, va ser donat finalment a Pere Joan Llonell.
Més tard, l'any 1790, es va presentar a les oposicions per ser mestre de capella de la parròquia de Santa Eulàlia de Berga, les quals no va guanyar. Això s'explica en una carta conservada a la Biblioteca de Catalunya, on altres compositors i mestres de capella, com Francesc Queralt, Josep Pujol, Joan Nogués, Pere Joan Llonell i Josep Duran, qüestionen que no se li concedís el càrrec. De fet, Sampere va ser molt lloat també per Baltasar Saldoni al seu Diccionario biográfico-bibliográfico de efemérides de músicos españoles. Explica que Sampere va ser profund i savi component, que era un gran coneixedor i científic de l'art, i que va tenir deixebles que més tard ocuparien càrrecs musicals importants, com Magí Germà, Josep Barba, Josep Rosés i el mateix Baltasar Saldoni.
El 1814 apareix per primera vegada Francesc Sampere com a mestre de capella de la parròquia de Santa Maria del Pi. Aquesta dada també figura al Calaix de sastre del baró del Maldà i apareix quan parla d'unes oposicions que es van fer a Santa Maria del Mar, en les quals Sampere, «Lo Mestre de Capella de Musica del Pi»', va ser un dels examinadors.
Francesc Sampere va traspassà a Barcelona, el 12 d'abril de 1824, en deixar vacant el magisteri el succeí el seu deixeble Josep Rosés.

## Obra
Es conserven obres seves als fons musicals SEO (Fons de l'església parroquial de Sant Esteve d'Olot), TarC (Fons de la Catedral de Tarragona), i al fons Magí Bosch del Monestir de Montserrat. També al fons de Santa Eulàlia de Berga es conserva un fragment d'una Missa de difunts a 4 cors de l'autor.